# توماس بارك
توماس بارك (بالإنجليزية: Thomas Park)‏ هو عالم بيئة أمريكي، ولد في 17 نوفمبر 1908 في دانفيل في الولايات المتحدة، وتوفي في 30 مارس 1992 في شيكاغو في الولايات المتحدة.

## وصلات خارجية
- توماس بارك على موقع الموسوعة البريطانية (الإنجليزية)